# Arbeiderstoeristenbond De Natuurvrienden
Arbeiderstoeristenbond De Natuurvrienden (ATB De Natuurvrienden) is een Belgische vrijetijdsorganisatie die naast het sociaaltoerisme ook de bergsport ondersteunt. Ze kent verschillende regionale afdelingen en de nationale koepel maakt deel uit van NatureFriends International die behoort tot de oudste vrijetijdsorganisaties ter wereld. Het uitgangspunt van de bond is 'vrije tijd met respect voor milieu, mens en omgeving' met socio-culturele en buitensportactiviteiten zoals fietsen, wandelen, reizen, berg- en buitensport, cursussen en fotografie.

## Geschiedenis
In 1927 werd de 'Arbeiders Toeristenbond (ATB)' opgericht als Belgische afdeling van de internationale Natuurvriendenfederatie. Deze beweging was opgericht in 1895 in het Oostenrijkse Wenen om fabrieksarbeiders de kans te geven de bergen te bezoeken in plaats van de lokale cafés. De organisatie groeide uit tot een internationale vereniging die mee op de barricade stond voor de invoering van het betaald verlof.
In 2024 telde NatureFriends International (NFI) meer dan veertig lid- en partnerorganisaties en vertegenwoordigt ze een half miljoen leden. De organisatie is vooral actief in het ontwikkelen van projecten rond natuur, milieu en zacht toerisme waaronder het 'Landschap van het Jaar', 'Blauwe Rivieren' en 'Groene Wegen'. De federatie behoort tot de Green 10, een overkoepelend orgaan waarin de tien grootste Europese milieu- en natuurorganisaties zetelen. In Nederland zijn de Natuurvrienden onderdeel van het Nivon.
In de jaren 1930 ontstond binnen de federale vereniging een Nederlandstalige werking en een Franstalige tak 'Union Francophone des Amis de la Nature' (UFAN). Van 1930 tot 1940 werd het magazine 'Arbeiderstoerisme' uitgegeven. Sinds 1945 verscheen 'De natuurvriend'. In 2023 werd het laatste gedrukte exemplaar uitgegeven en vervangen door een digitale nieuwsbrief. 
Beide verenigingen werkten op zelfstandige basis maar ook samen. Ze nestelden zich in de linkerzuil van de maatschappij nauw aanleunend tegen de socialistische vakbond, mutualiteit en partij. Vanaf de jaren 1980 voer De Natuurvrienden een onafhankelijkere koers.

### Bestuur
| Tijdspanne   | Voorzitter                                                |
| ------------ | --------------------------------------------------------- |
| 1989 - ?     | Jos Polak                                                 |
| ...          |                                                           |
| 2005 - heden | Greet van Gool met Eddy Van Hove als algemeen secretaris. |

## Structuur

### Organisatie
De Natuurvrienden telde in 2023 ca. 2000 leden in Vlaanderen. Die zijn veelal aangesloten bij een van de vijftigtal regionale afdelingen of werkgroepen. De meeste regionale afdelingen situeren zich in de provincies Antwerpen, Vlaams-Brabant, Oost-Vlaanderen en West-Vlaanderen. Die afdelingen werken redelijk autonoom en organiseren vaak wekelijks eigen activiteiten. De meeste natuurvriendenafdelingen zijn aangesloten bij de sportfederatie en de bergsportfederatie. Die vereniging specialiseert zich in bergwandelen, in- en outdoorklimmen en buitensport. De Natuurvrienden maakt deel uit van de Klimaatcoalitie.

### Natuurvriendenhuizen
Dit netwerk van circa 800 vakantiehuizen staat open voor leden en niet-leden die graag door Europa reizen. Het aanbod varieert van een eenvoudige berghut tot een comfortabel hotel met zwembad. Sommige worden uitgebaat door vrijwilligers, anders kennen een professionele uitbating. In sommige kennen een restaurant- of buffetformule, in veel andere staat een keuken ter beschikking om zelf te koken.
De meeste huizen staan in Duitsland, Oostenrijk, Zwitserland en Nederland. In België opende het eerste Natuurvriendenhuis zijn deuren in 1934 in Essen. Dat heette De Berk en sloot zijn deuren in het voorjaar 2024. De natuurvriendenafdeling Hove/Kontich baten het natuurvriendenhuis 'Auberge d' Arimont' te Arimont (Malmedy) uit. Andere huizen zijn te vinden in La Reid, Aat, Grandglise, Fraipont en Logbiermé. In Oostduinkerke was het eigenaar van het Vissershuis en in Leuven van het vakantiehuis Schoolbergen. Buiten Europa zijn er huizen in Senegal, Chili en Californië. 